# Легойда Володимир Романович
Легойда володимир Романович (рос. Легойда, Владимир Романович нар. 8 серпня 1973, Кустанай, Казахська РСР, СРСР) — російський церковний і громадський діяч, журналіст, педагог, фахівець в галузі культурології, політології й релігієзнавства, голова Синодального відділу із взаємин Церкви з суспільством та ЗМІ Московського Патріархату, кандидат політичних наук, доцент кафедри міжнародної журналістики, професор кафедри світової літератури та культури МДІМВ МЗС Росії, Головний редактор журналу «Фома».

## Освіта
Народився 8 серпня 1973 року в місті Кустанай (Казахстан). 
У 1990 році закінчив Кустанайську середню школу № 10 з золотою медаллю. У 1996 році з відзнакою закінчив факультет міжнародної інформації Московського державного інституту міжнародних відносин МЗС Росії.
У 2000 році захистив дисертацію на здобуття наукового ступеня кандидата політичних наук на тему «Символи і ритуали в політичних процесах в США: традиції і сучасність (феномен „громадянської релігії“)». 
У 2005 році присвоєно вчене звання доцента.

## Освітня діяльність
З 1996 по 2007 рік — викладач, старший викладач і доцент кафедри світової літератури та культури МДІМВ МЗС Росії. З 2013 року — професор тієї ж кафедри. З 2007 по 2009 рік — завідувач кафедри міжнародної журналістики МДІМВ МЗС Росії. Пішов у відставку за власним бажанням у зв'язку з призначенням на посаду Голови Синодального інформаційного відділу Московського Патріархату. З 2009 року — професор тієї ж кафедри. З 2011 року — член Вченої ради гімназії Святителя Василя Великого.

## Церковна діяльність
З 2006 по 2008 рік — член робочої групи з розробки програмного документа Російської Православної Церкви «Основи вчення Російської Православної Церкви про гідність, свободу і права людини».
31 березня 2009 року Священним Синодом призначений на посаду голови Синодального інформаційного відділу Московського Патріархату Перший в історії РПЦ випадок призначення мирянина на пост глави Синодального відділу.
З 2008 по 2013 роки — член Комісії з міжнародних відносин Всесвітньої Ради Церков (від Російської Православної Церкви). З 2009 року — член Синодальної біблійно-богословської комісії Російської Православної Церкви. З 2010 року — голова комісії Міжсоборної присутності Російської Православної Церкви з питань інформаційної діяльності церкви і відносин зі ЗМІ. З 26 липня 2010 року — член Патріаршої ради з культури.
З 2011 року — секретар Вищої Церковної Ради Російської Православної Церкви, член Патріаршої комісії з питань сім'ї, захисту материнства і дитинства. У 2012 році постановою Священного Синоду включений до складу новоутвореного Церковно-громадської ради з увічнення пам'яті новомучеників і сповідників Російських під головуванням Патріарха Московського і всієї Русі.
У 2015 році рішенням Священного Синоду призначений на посаду голови Синодального відділу із взаємин церкви з суспільством та ЗМІ.

## Культурно-просвітницька діяльність
З 1996 року — один із засновників і головний редактор журналу «Фома».
З 1998 року — член суддівської колегії Всеросійської гуманітарної телевізійної Олімпіади «Умники и умницы». З 2004 року — голова правління Фонду сприяння розвитку культурно-просвітницької діяльності «Фома Центр». Член редакційної ради журналу «Альфа і Омега» (2006-2015).

## Громадська діяльність
- З 2005 року — член Опікунської ради Благодійного фонду преподобного Серафима Саровського.
- З 2006 по 2008 рік — член Громадської експертної ради при комісії Московської Міської Думи з питань міжнаціональних та міжконфесійних відносин.
- З 2007 по 2009 рік — голова комісії з питань освіти Громадської Ради Центрального федерального округу.
- З 2009 по 2015 рік — член Ради при Президенті Російської Федерації зі сприяння розвитку інститутів громадянського суспільства і прав людини.
- З 2009 року — член Громадської Ради при Міністерстві юстиції Російської Федерації.
- З 2009 по 2012 рік — член Громадської палати Російської Федерації (Комісія з комунікацій, інформаційної політики та свободи слова в засобах масової інформації).
- З 2010 по 2012 рік — член Громадської Ради при Міністерстві оборони Російської Федерації.
- З 2011 року — член Опікунської Ради Ліги безпечного інтернету.
- З 2012 року — член Громадської Ради при Уповноваженому при Президентові Російської Федерації з прав дитини.
- З 2012 року — член Ради по громадському телебаченню[8].
- З 2013 по 2016 рік — член Опікунської Ради «радіо Спорт».
- З 2016 року — член Ради із взаємодії з релігійними об'єднаннями при Президенті РФ.
- З 2016 року — член Громадської Палати РФ (указ Президента РФ від 17 жовтня ц. р. № 548)/Комісія з гармонізації міжнаціональних і міжрелігійних відносин/Комісія у справах молоді, розвитку добровольчества та патріотичного виховання/Комісія з розвитку інформаційного співтовариства, ЗМІ та масових комунікацій/Комісія з розвитку освіти і науки
- З 2017 року — член Координаційного комітету з проведення конкурсів на надання грантів Президента Російської Федерації на розвиток громадянського суспільства (Указ Президента Російської Федерації від 3 квітня 2017 р. N 137 «Про Координаційний комітет з проведення конкурсів на надання грантів Президента Російської Федерації на розвиток громадянського суспільства»).

## Наукові інтереси
Культурологія (філософія культури), релігієзнавство (філософія та соціологія релігії, християнське місіонерство), політологія (релігія і політика) та ін.

## Нагороди
- Орден святого преподобного Серафима Саровського III ступеня (Російська Православна Церква, 2006 рік)[9].
- Орден преподобного Сергія Радонезького III ступеня (Російська Православна Церква, 2008 рік)[10]
- Знак «Пастир добрий» (Синодальний відділ у справах молоді Руської Православної Церкви).
- Золотий хрест апостола Павла III ступеня (Елладська Православна Церква, 2013 рік)[11].
- Почесний знак пам'яті Олексія Опанасовича Дмитрівського (Імператорське Православне Палестинське Товариство).
- Орден Святого Сави III ступеня (2014 рік, Сербська православна церква)[12].

## Санкційї
Володимир Легойда помічений у пропаганді та підтримці війни проти України.
23 січня 2023 року доданий до санкційного списку України.

## Сімейний стан
Батько — Легойда Роман Тимофійович, співробітник органів МВС,
Мати — Легойда Галина Максимівна — вчителька.
Одружений, виховує двох доньок і сина.

## Книги
- Декларация зависимости. — М.: «Никея», 2011. — 192 с.
- Мешают ли джинсы спасению. Опыт современной апологетики. — 3-е изд., испр. и доп. — М.: Фома-Центр, «Дар», 2007. — 384 с. (1-е изд. — М.: Фома-Центр, 2005; 2-е изд. — М.: Фома-Центр, 2006).
- Человек в шкуре дракона — М.: «Никея», 2015. — 208 с.
- Несколько слов к Рождеству Христову- М.: «Никея», 2016. — 48 с.
- Сирийский рубеж — М.: Центр анализа стратегий и технологий, 2016. — 153 c.
- Быть отцом! — М.: «Никея», 2017. — 35—57 с.
- Церковь, возвышающая голос.- М.: "Эксмо", 2018, 192 стр.

## Основні публікації та інтерв'ю
Автор численних наукових і науково-популярних статей на загальнокультурні і релігійно-філософські теми. Деякі з них:
- О гражданстве земном и небесном. // Церковь и общество. 1998 г., № 3
- Главная опасность нашего времени. // Pro et contra. 1998 г
- «Гражданская религия в США»: генезис и основные характеристики //Государство, религия, церковь в России и за рубежом. Информационно-аналитический бюллетень РАГС. 1999 г., № 4
- «Американская мечта» и внешняя политика США. // Экспорт вооружений. 1999 г., № 6
- Религиозность в безрелигиозном обществе. Статья 1-3. // Альфа и Омега, 2000 г., № 1, 2, 4
- Образ президента в американской политической культуре. // Массовые коммуникации и массовое сознание. Сборник статей. М.: МГИМО, 2001 г.
- Религиозный дискурс в современных СМИ: можно ли говорить о христианстве в эпоху секуляризма. // Церковь и время, 2006 г., № 35
- Церковь и культура: традиция и консерватизм. // Альфа и Омега, 2009, № 54 (1)
- Новое о правах человека. // Альфа и Омега, 2009 г., № 55 (2)
- Вера как культурная идентичность и вера как жизнь. // Фома, июнь 2008 г.
- Что было, что есть. //Альфа и Омега, 2010 г., № 1 (57)